# لامارتین (کامیونیتی)، ویسکانسین
لامارتین (به انگلیسی: Lamartine) یک منطقهٔ مسکونی در ایالات متحده آمریکا است که در شهرستان فوند دو لک، ویسکانسین واقع شده‌است. لامارتین ۲۶۳٫۰۵ متر بالاتر از سطح دریا واقع شده‌است.